# Vic-la-Gardiole

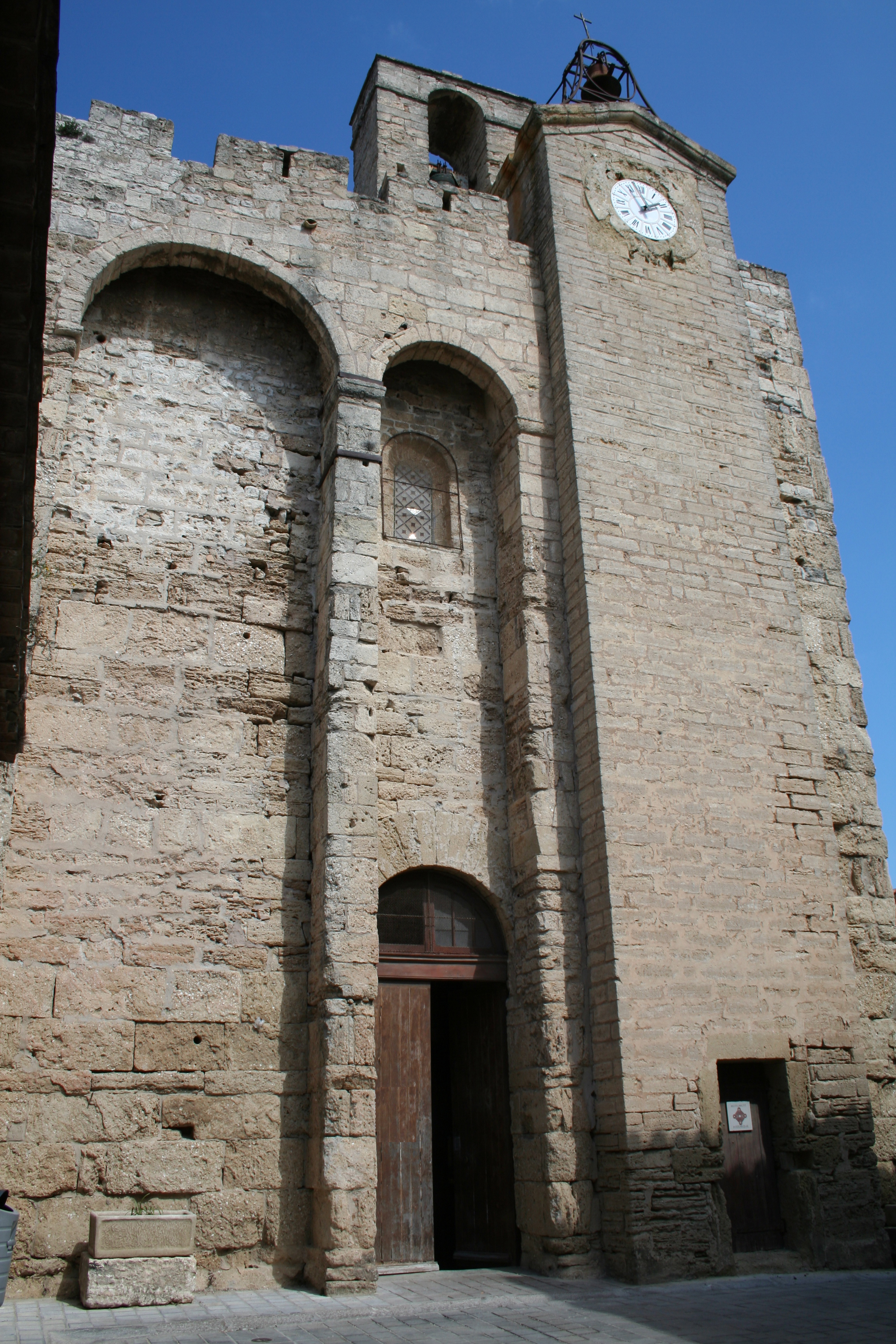
Kościół św. Leokadii z XII wieku w Vic-la-Gardiole, 2007

Vic-la-Gardiole – miejscowość i gmina we Francji, w regionie Oksytania, w departamencie Hérault.
Według danych na rok 1990 gminę zamieszkiwało 1607 osób, a gęstość zaludnienia wynosiła 87 osób/km² (wśród 1545 gmin Langwedocji-Roussillon Vic-la-Gardiole plasuje się na 235. miejscu pod względem liczby ludności, natomiast pod względem powierzchni na miejscu 419.).

## Populacja

Populacja Vic-la-Gardiole w latach 1962-2008